# Kirin Cup 1997
Kirin Cup 1997 – osiemnasty, piłkarski turniej towarzyski Kirin Cup, odbył się w dniach 8 - 15 czerwca 1997 r. w Japonii. W turnieju tradycyjnie wzięły udział trzy zespoły: drużyna gospodarzy, Chorwacji i Turcji.

## Mecze
| 8 czerwca |  | Japonia | 4 | - | 3 (1-0) | Chorwacja |

| 12 czerwca |  | Chorwacja | 1 | - | 1 (1-0) | Turcja |

| 15 czerwca |  | Japonia | 1 | - | 0 (1-0) | Turcja |

## Końcowa tabela
| M | Reprezentacja | L.m. | Zw. | Rem. | Por. | Bramki | R.br. | Pkt |
| 1 | Japonia       | 2    | 2   | 0    | 0    | 5:3    | +2    | 6   |
| 2 | Chorwacja     | 2    | 0   | 1    | 1    | 4:5    | -1    | 1   |
| 3 | Turcja        | 2    | 0   | 1    | 1    | 1:2    | -1    | 1   |

Osiemnastym triumfatorem turnieju Kirin Cup został zespół Japonii.